# Xujing
Xujing (kinesiska: 徐泾镇) är en köping i Kina. Den ligger i Qingpu i storstadsområdet Shanghai, i den östra delen av landet, omkring 18 kilometer väster om den centrala stadskärnan. Antalet invånare är 127 936. Befolkningen består av 57 916 kvinnor och 70 020 män. Barn under 15 år utgör 9,0 %, vuxna 15-64 år 86 %, och äldre över 65 år 4,0 %.